# 祖布基夫
50°23′43″N 24°23′34″E / 50.39528°N 24.39278°E
祖布基夫（烏克蘭語：Зубків），是烏克蘭西部的村莊，隸屬利維夫州的舍普季茨基區。該村始建於1460年，面積2平方公里，海拔高度208米，2015年人口500，人口密度每平方公里265人。